# Heriaeus setiger
Heriaeus setiger (лат.) — вид пауков семейства Пауки-бокоходы (Thomisidae). Встречается в Европе, а также Северная Африка, Кавказ, Турция. Длина тела самок от 5 до 9,2 мм (просома в длину от 2,5 до 3,7 мм, ширина от 2,1 до 3,3 мм). Эпигинум выступающий, капюшоновидный. Копуляционные отверстия склеротизированы, расположены около эпигатринной борозды. Цвет тела самцов белый, желтовато-коричневый или зеленый. Длина тела самцов от 3,5 до 5,6 мм (просома в длину от 1,7 до 2,5 мм). Брюшной тибиалофизис самцов пальцевидной формы, в апикальной части резко наклонен; вершина эмболюса утолщённая. Длина просомы: 1,7-2,5 мм, просомагрет: 1,5-2,2 мм. Первые две пары ног развернуты передними поверхностями вверх, заметно длиннее ног третьей и четвёртой пар. Паутину не плетут, жертву ловят своими видоизменёнными передними ногами.